# Мартін Селігман
Мартін Селігман (англ. Martin Seligman; нар. 12 серпня 1942, Олбані, США) — американський психолог, автор теорії навченої безпорадності та один із засновників позитивної психології. Директор Центру позитивної психології Пенсильванського університету. Селігман зайняв 13-те місце серед усіх психологів XX століття за кількістю цитувань його робіт у підручниках з психології. 1998 року був президентом Американської психологічної асоціації. Навчався в Принстонському та Пенсильванському університетах. Є почесним доктором Університетів Уппсали, Комплутенсе та Массачусетського коледжу професійної психології.

## Вибрана бібліографія
- Seligman, Martin E. P. (1975). Helplessness: On Depression, Development, and Death. San Francisco: W.H. Freeman. ISBN 0-7167-0752-7 (Paperback reprint edition, W.H. Freeman, 1992, ISBN 0-7167-2328-X)
- Seligman, Martin E. P. (1991). Learned Optimism: How to Change Your Mind and Your Life. New York: Knopf. ISBN 0-671-01911-2 (Paperback reprint edition, Penguin Books, 1998; reissue edition, Free Press, 1998)
- Seligman, Martin E. P. (1993). What You Can Change and What You Can't: The Complete Guide to Successful Self-Improvement. New York: Knopf. ISBN 0-679-41024-4 (Paperback reprint edition, Ballantine Books, 1995, ISBN 0-449-90971-9)
- Seligman, Martin E. P. (1996). The Optimistic Child: Proven Program to Safeguard Children from Depression & Build Lifelong Resilience. New York: Houghton Mifflin. (Paperback edition, Harper Paperbacks, 1996, ISBN 0-06-097709-4)
- Seligman, Martin E. P. (2002). Authentic Happiness: Using the New Positive Psychology to Realize Your Potential for Lasting Fulfillment. New York: Free Press. ISBN 0-7432-2297-0 (Paperback edition, Free Press, 2004, ISBN 0-7432-2298-9)
- Seligman, Martin E. P. (2004). «Can Happiness be Taught?». Daedalus, Spring 2004.
- Peterson, Christopher, & Seligman, Martin E. P. (2004). Character Strengths and Virtues. Oxford: Oxford University Press. ISBN 987-0-19-516701-6